# Utgift
Utgift är en post i bokföring. Det avser anskaffningstillfället och priset (värde) av resursanskaffning. Tidpunkten är i princip då resursen levereras men i praktiken anser man utgiftspunkten vara när man får fakturan (då har man papper på värdet). Utgift ska inte förväxlas med kostnad då kostnad uppstår i samband med att resursen förbrukas, inte inköps. Utgifter påverkar aldrig resultaträkningen men det gör däremot kostnaderna.